# Joachim Witt

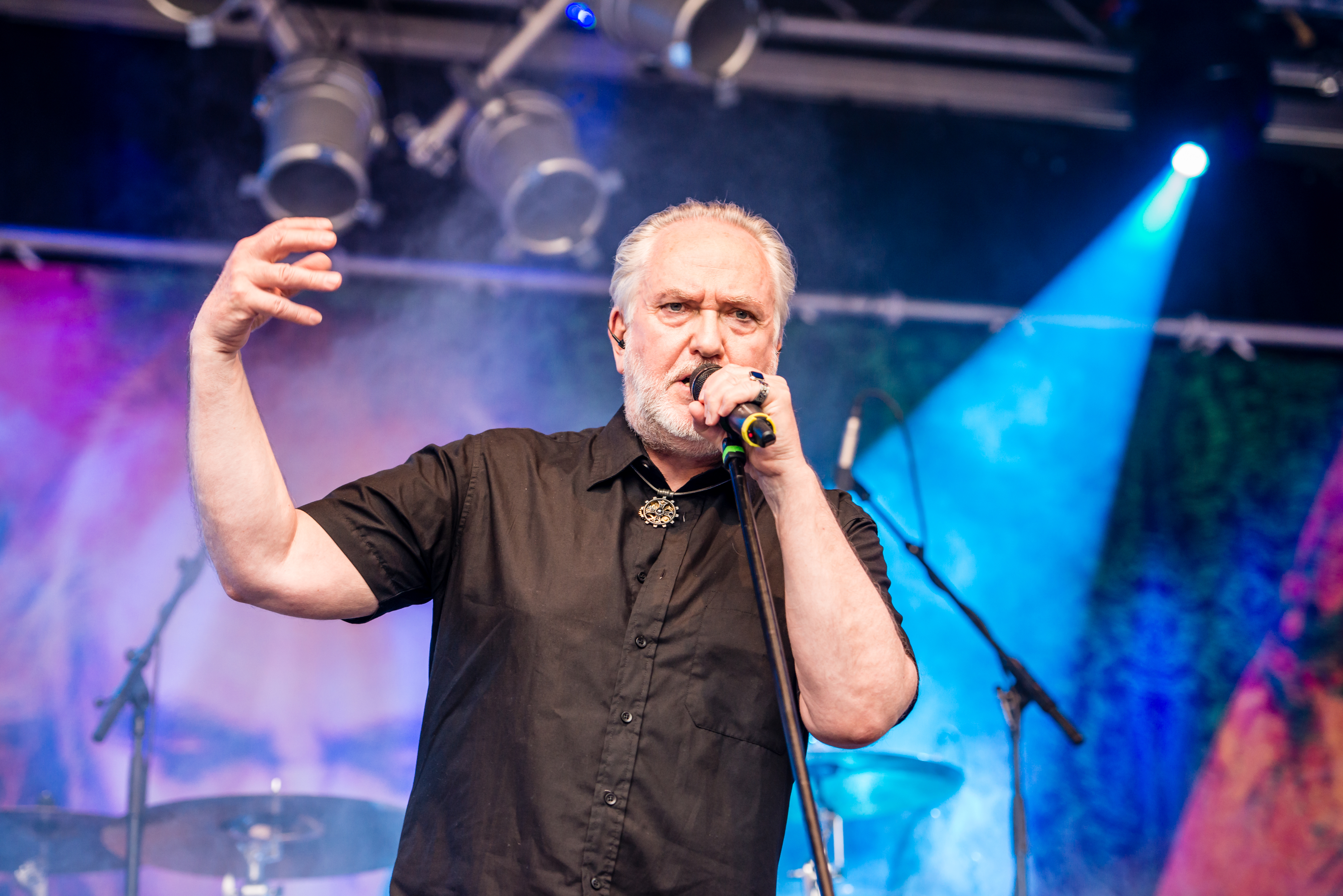
Joachim Witt, 2015

Joachim Richard Carl Witt (* 22. Februar 1949 in Hamburg) ist ein deutscher Musiker und Schauspieler. Seine bekanntesten Titel sind Goldener Reiter und Tri tra trullala (Herbergsvater) aus der Zeit der Neuen Deutschen Welle. Ein weiterer, großer kommerzieller Erfolg war das Stück Die Flut aus dem Jahr 1998, ein Duett mit dem Hamburger Synthie-Pop-Sänger Peter Heppner.

## Künstlerischer Werdegang

### Frühe Jahre (1973–1980)
Nachdem Joachim Witt viele Jahre in Coverbands gespielt hatte, entschloss er sich Mitte der 1970er Jahre, sein Leben ganz der Musik zu widmen. Seine Karriere begann er unter dem Pseudonym „Julian“. 1974 erschien bei Metronome die Single Ich bin ein Mann und Ich weiß, ich komm zurück. Allerdings blieb der kommerzielle Erfolg aus und der Plattenvertrag wurde aufgelöst.
Ein Jahr zuvor, 1973, hatte sich Witt einer freien Theatergruppe angeschlossen und beim Stück Gorilla Queen mitgespielt. Anschließend machte er eine Schauspielausbildung beim Hamburgischen Schauspiel-Studio Hildburg Frese und arbeitete danach am Hamburger Thalia-Theater, das er 1977 verließ.
Mitte 1976 gründete er mit zwei Freunden, Harry Gutowski und Wolfgang Schleiter, die Rockband Duesenberg. Ein Jahr später brachte die Band ihr erstes Album Duesenberg 1 unter dem damaligen Nova-Label heraus. Die LP verkaufte sich rund 15.000 Mal und wurde in einigen deutschen Musiksendungen vorgestellt. 1979 wurde das dritte Album Strangers veröffentlicht, für das die Band 1980 mit dem deutschen Musikpreis für die beste Nachwuchsband ausgezeichnet wurde. Im selben Jahr verließ Witt die Band, um eigene Wege zu gehen.

### Erfolg als Solokünstler in der NDW (1980–1982)
Witt schickte einige Demoaufnahmen eigener Songs an diverse deutsche Musiklabels, die alle abgelehnt wurden. Sein erstes Album Silberblick produzierte er allein, lediglich einige seiner alten Bandkollegen von Duesenberg standen ihm zur Seite. Witt stellte sein Album fertig produziert dem deutschen Label WEA vor, das ihn 1980 unter Vertrag nahm.
Im Dezember desselben Jahres wurde das Album veröffentlicht, im Januar 1981 folgte die Single Kosmetik (Ich bin das Glück dieser Erde) und im Mai schließlich seine bekannteste Single Goldener Reiter, zu der auch ein Video produziert wurde. Witt konnte mit dem Album zunächst keinen kommerziellen Erfolg erzielen. Im November wurde das Stück Goldener Reiter in der Sendung Musikladen in der ARD vorgestellt und somit einem breiten Publikum zugänglich gemacht. Eine Woche darauf platzierten sich beide Singles und das Album in den deutschen Charts.
Besonders erfolgreich war die Single Goldener Reiter, die es bis auf Platz 2 schaffte. Insgesamt verkaufte sich das Stück über 250.000 Mal und das Album über 300.000 Mal. Mit der Single Kosmetik und dem Album Silberblick konnte Witt auch internationale Erfolge verzeichnen; so erreichte er beispielsweise den sechsten Platz in den Singlecharts von Österreich. Im selben Jahr erhielt Witt eine Rolle im Fernsehfilm Inflation im Paradies, zu dem er auch die Filmmusik schrieb.
Das Nachfolgealbum Edelweiß mit dem Ex-Can-Schlagzeuger Jaki Liebezeit und der Mania-D-Saxophonistin Eva Gössling orientierte sich stilistisch an der Band Deutsch Amerikanische Freundschaft (DAF) und war ebenfalls ein kommerzieller Erfolg. Kurz nach der Veröffentlichung startete Witt auch seine erste große Tournee, die ihn von Deutschland über Österreich bis ins Baltikum führte. Witt galt zu dieser Zeit als einer der bekanntesten und erfolgreichsten Solokünstler der Neuen Deutschen Welle.
Gegen Ende desselben Jahres wurde die Single Tri tra trullala (Herbergsvater) veröffentlicht, die ein Spottlied gegen Autoritäten darstellen sollte. Obwohl die Single von vielen Radiosendern gespielt wurde, erreichte sie nur Platz 39 der Charts, zudem war dies Witts letzte Chartplatzierung in den 1980er Jahren. Rainer Werner Fassbinder wollte Witt als Darsteller in dem Film Ich bin das Glück dieser Erde einsetzen, jedoch starb Fassbinder kurz vor Drehbeginn.

### Rückschläge (1983–1996)
Nach der großen Tour zog sich Witt Ende 1982 zurück, um an neuen Songs zu arbeiten. Die dritte LP Märchenblau und die gleichnamige Single wurde Anfang 1983 veröffentlicht. Allerdings blieben die Verkaufszahlen sowohl des Albums als auch die der Singleveröffentlichungen weit hinter den Erwartungen zurück. Die geplante Tour wurde mangels Interesse abgesagt, nur ein Konzert in Hamburg fand statt.
Mit seinem vierten Album Mit Rucksack und Harpune wandte sich Witt stilistisch wieder dem Rock zu. Auch arbeitete er mit Textern außerhalb des WEA-Labels zusammen und schrieb erstmals auch englische Songs. Doch auch dieses Album konnte den Erwartungen des Labels nicht nachkommen; mangels Promotion verkaufte sich das Album weniger als 10.000 Mal. Witt veröffentlichte sein fünftes Album Moonlight Nights unter dem Label Polydor und setzte hier ganz auf englische Texte. Doch auch hier stellte sich kein großer Erfolg ein.
Im April 1988 veröffentlichte er sein 6. Album 10 Millionen Partys, in welchem er sich wieder deutschsprachiger Musik widmete und das den damaligen Club-Hit Pet Shop Boy enthält. Allerdings war er zu der Zeit weniger mit der Produktion eigener Songs beschäftigt, da er auch als Produzent einiger Underground-Bands wie Metallic Traffic tätig war. Gegen Ende der 1980er Jahre zog Witt für zwei Jahre nach Portugal.
Zu Beginn der 1990er Jahre wurden die NDW-Hits von Joachim Witt durch Torsten Fenslau und Jens Zimmermann (Goldener Reiter) sowie Ian Ritchie (Herbergsvater) remixt und als Singles veröffentlicht. Ende 1991 veröffentlichte er mit der Coverversion von Dr. Albans Hello Africa auch wieder eine eigene Single. Hallo Deutschland ironisierte die damalige Vereinigung von BRD und DDR. 1992 veröffentlichte er sein siebtes Studioalbum Kapitän der Träume, worauf er wieder öfter im Radio gespielt wurde; Chartplatzierungen blieben dennoch aus. 1994 wurde er als Sprecher für das Hörbuch Felidae engagiert; ansonsten blieb es bis 1996 ruhig um ihn. Zwar nahm Joachim Witt im Zuge der Technowelle 1995 eine Technoversion seines Hits Goldener Reiter als Goldener Raver auf. Diese Single fand jedoch kaum Beachtung.

### Wende zur Neuen Deutschen Härte (1996–1999)
1996 kam Witt in Kontakt mit der Plattenfirma Strangeways, die Bands wie Wolfsheim produzierte. Über Kontakte zu Peter Spilles (Frontmann von Project Pitchfork) nahm ihn das Label unter Vertrag. Im selben Jahr wurde die Single Das geht tief veröffentlicht, die markante Züge der Neuen Deutschen Härte aufweist. Im nächsten Jahr begann Witt die Arbeiten an seinem neuen Album.
Anfang 1998 wurde das neue Album fertiggestellt, und Witt veröffentlichte zusammen mit Peter Heppner die Single Die Flut. Sie wurde zum größten Erfolg in Witts Karriere, erreichte in allen deutschsprachigen Ländern hohe Chartpositionen und in Deutschland Platin-Status für über 900.000 verkaufte Einheiten. Auch die zweite Singleauskopplung Und … ich lauf konnte sich wochenlang in den Charts halten, und Witt wurde wieder als Produzent tätig. Zu Beginn des Jahres 1999 tourte er auch das erste Mal in den USA und in weiten Teilen Europas.

### Ab 2000, WerkreiheBayreuth

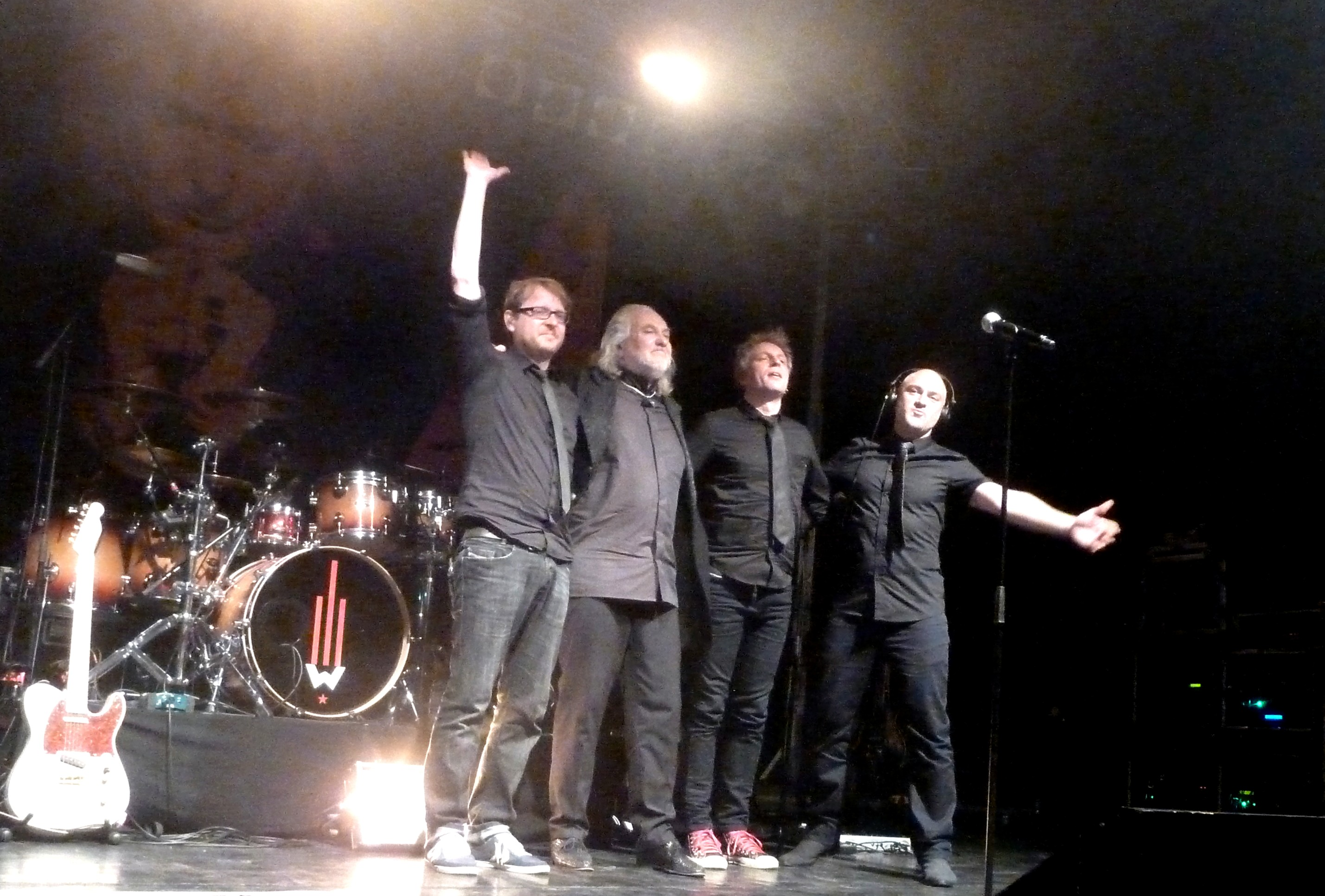
Joachim Witt 2014 mit Band: Daniel Hassbecker, Joachim Witt, Carsten Klick, Sascha Sinisa Licanin (v. l. n. r.)

Im Zeitraum von 1998 bis 2007 sind alle Veröffentlichungen Witts stilistisch der Neuen Deutschen Härte zuzuordnen. Während die nächsten beiden Alben Bayreuth 2 und Eisenherz noch erfolgreich waren (Eisenherz schaffte es in die Top Ten der Charts), verzeichneten seine Alben Pop und Bayreuth 3 nur noch mäßige Verkaufszahlen. Die Veröffentlichung von Bayreuth 3 Anfang 2006 schließt die Bayreuth-Trilogie ab. Bayreuth 3 stellt ein sehr politisches Album dar, in dem Witt auf gesellschaftliche Missstände in der Welt hinweist. So schlägt er mit seinen Liedern einen sozial- und gesellschaftskritischen Ton an, den er in seinen nächsten Alben auch immer wieder fortsetzt.
Im September 2012 veröffentlichte Witt die Single Gloria. Er bezeichnet diese als dritten Meilenstein seines Werkes nach Goldener Reiter und Die Flut.

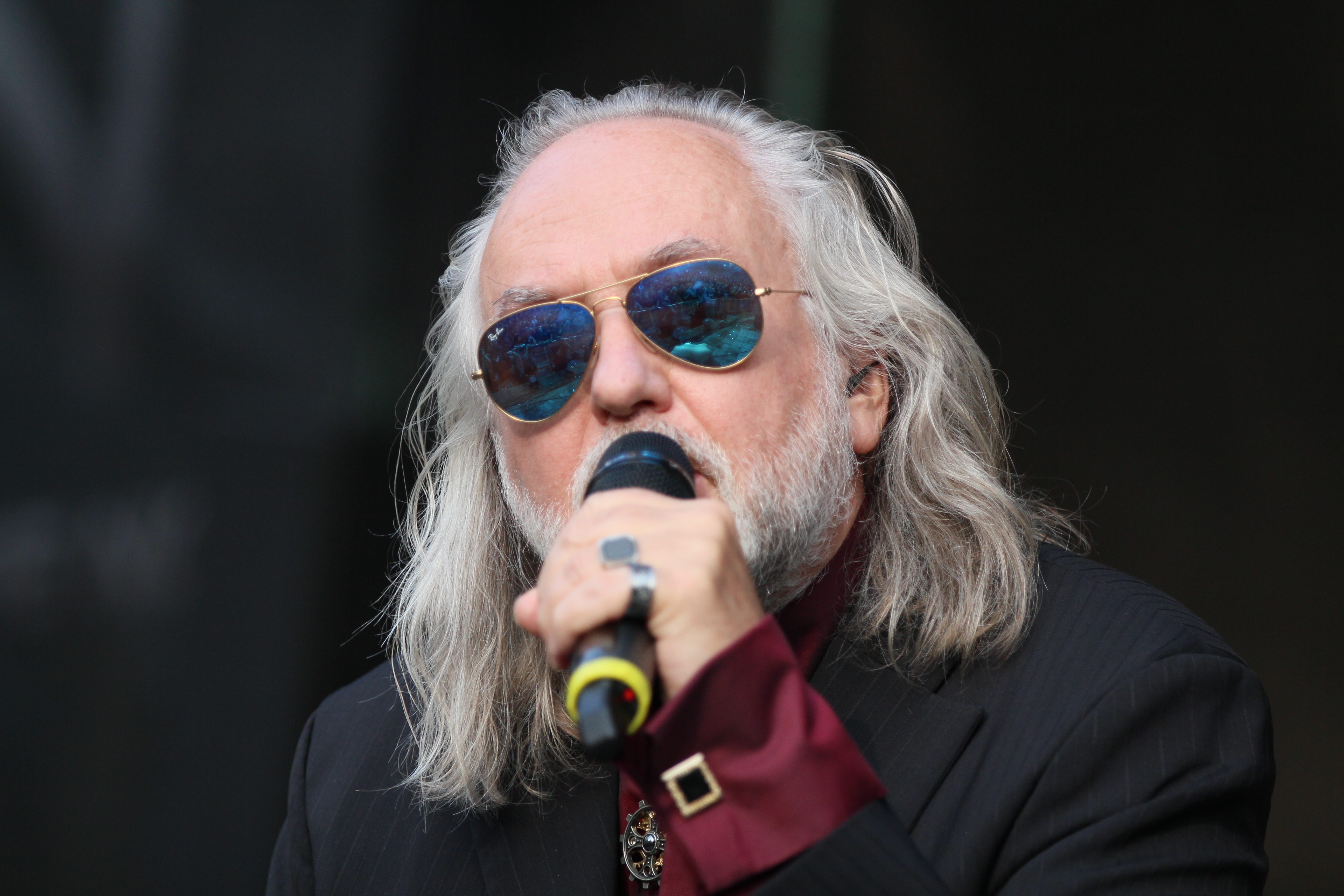
Joachim Witt, 2014

Zwei Jahre nach seinem letzten Werk DOM veröffentlichte Witt im April 2014 das Studioalbum Neumond, auf dem vorrangig elektronische und tanzbare Töne anklingen. Produziert wurde es von Martin Engler, dem Kopf der Band Mono Inc. Die erste Single daraus, Mein Herz, konnte die Charts nicht erreichen.
2015 folgte mit ICH das nächste Album von Witt, das über Crowdfunding finanziert wurde und Platz 29 der Charts erreichte. Auch das ein Jahr später erschienene Nachfolgewerk Thron wurde so finanziert. Beide Werke wurden von ihm selbst produziert. Auch für sein nächstes Album Rübezahl, das mit Chris Harms (Lord of the Lost) produziert wurde, setzte er erneut auf Schwarmfinanzierung. Im September 2016 zog Witt beim Privatsender Sat.1 als Kandidat in das Promi-Big-Brother-Haus. Er blieb 13 Tage und war neben dem ehemaligen Fußballer Mario Basler, dem Ex-Model Natascha Ochsenknecht, dem Schauspieler Ben Tewaag und der Schauspielerin Dolly Dollar zu sehen.
Im November 2016 wurde die Mono-Inc.-Single Children of the Dark mit der Unterstützung von Tilo Wolff, Chris Harms und Joachim Witt als Gastsänger veröffentlicht. Anlässlich des 20. Todestages von Falco am 6. Februar 2018 veröffentlichte Witt in Zusammenarbeit mit MajorVoice eine Coverversion von Jeanny, an deren Produktion erneut Martin Engler mitwirkte. Im Juli 2018 veröffentlichte Witt zusammen mit Lotto King Karl eine Neuinterpretation des Lieds aus dem Jahr 2014 Aufstehen als neue HSV-Hymne. Im August 2018 veröffentlichte Heppner zusammen mit Witt die Single Was bleibt?, die erste Auskopplung aus Heppners drittem Studioalbum Confessions & Doubts. Livepremiere feierte das Stück während eines gemeinsamen Auftritts auf dem M’era Luna Festival.
2020 startete er das Projekt Violet Heaven. Im September desselben Jahres wirkte er bei einer Coverversion von Nein, meine Söhne geb’ ich nicht (Reinhard Mey) mit. Durch die COVID-19-Pandemie in Deutschland wurden die Tour-Termine der Jahre 2020 und 2021 ins Jahr 2022 verschoben, wo Witt live von Nils Finkeisen, Marcel Zürcher (beide Gitarre), Jörn Schwarzburger (Drums), Frank Binke (Bass) und Felix Wunderer (Keyboards) unterstützt wurde. Die Tour supportete insbesondere die Rübezahl-Trilogie, von der zuvor im Februar 2022 der letzte Teil Rübezahls Reise erschienen war.

## Kritik am Video zuGloria
Joachim Witt veröffentlichte im September 2012 ein Video zu seinem Song Gloria. Darin sind Männer in Tarnkleidung mit Schwarz-Rot-Gold am Ärmel zu erkennen. Sie vergewaltigen eine Frau und töten möglicherweise eine kindliche Augenzeugin. Der Bundesvorsitzende des Deutschen Bundeswehrverbandes Oberst Ulrich Kirsch rief dazu auf, gegen die geschmacklose Verunglimpfung deutscher Soldaten auf der Facebook-Seite von Witt zu protestieren.
Darüber hinaus hatte das Bundesfamilienministerium auf Bitten mehrerer Bürger Anfang Oktober 2012 die Eintragung in die Liste der jugendgefährdenden Medien des umstrittenen Videos beantragt. Der Jurist Udo Vetter bezweifelte in einer Einschätzung die Richtigkeit einer möglichen Indizierung, da das Video nicht jugendgefährdend sei und die Darstellung der Bundeswehrsoldaten unter die Kunstfreiheit falle. Am 25. Oktober wurde bekannt, dass die Bundesprüfstelle das Video als nicht jugendgefährdend eingestuft hat.
Witt entschuldigte sich am 5. Oktober 2012 auf seiner Facebookseite mit den Worten:

„Da es hier im Moment viele Einträge von Bundeswehrangehörigen bezüglich des Videos zu GLORIA gibt, möchte ich folgendes dazu sagen:
Bei dem Video zu GLORIA handelt es sich unmißverständlich um eine Kunstform! Wir zeichnen in großen und anspruchsvollen Bildern ein apokalyptisches Horrorszenario!
Die Soldaten in diesem Video sind austauschbar!
Wenn sich jemand und das tun augenscheinlich viele, auf Grund des dargestellten Hohheitszeichens auf den Uniformen, angegriffen oder gar beleidigt fühlen, entschuldige ich mich dafür!
Als ehemaliges Mitglied des Bundesgrenzschutzes (noch zu Zeiten des Kalten Krieges) respektiere ich die Arbeit der Bundeswehr! Es grüßt Euch Joachim Witt“

In einem Interview mit der Süddeutschen Zeitung gab Witt Anfang Oktober 2012 an, im Vorfeld des Videos recherchiert zu haben, dass es „jährlich rund 80 Fälle von sexuellen Übergriffen, zum Teil Vergewaltigungen“ bei Bundeswehrsoldaten gebe und dies nachweisbar sei. Bereits Ende August 2012 gab die Bundeswehr bekannt, dass es seit 2007 insgesamt 395 Fälle mit mutmaßlichen Verstößen gegen das Recht auf sexuelle Selbstbestimmung gab, bei denen mindestens ein Soldat beteiligt gewesen sein soll. Dabei sei sexueller Missbrauch nach Angaben des Wehrbeauftragten Hellmut Königshaus die Ausnahme. 2011 seien 78 Fälle gemeldet worden, bei mehr als der Hälfte sei das Verfahren eingestellt worden, weil sich die Vorwürfe als nicht haltbar herausgestellt hätten.

## Politik
Seit 2001 ist Witt Mitglied des globalisierungskritischen Netzwerkes Attac. Seit Januar 2024 ist er Mitglied der Partei Bündnis Sahra Wagenknecht – Vernunft und Gerechtigkeit.

## Diskografie
Studioalben

| Jahr | Titel Musiklabel                                | Höchstplatzierung, Gesamtwochen, AuszeichnungChartplatzierungen (Jahr, Titel, Musiklabel, Platzierungen, Wochen, Auszeichnungen, Anmerkungen) | Höchstplatzierung, Gesamtwochen, AuszeichnungChartplatzierungen (Jahr, Titel, Musiklabel, Platzierungen, Wochen, Auszeichnungen, Anmerkungen) | Höchstplatzierung, Gesamtwochen, AuszeichnungChartplatzierungen (Jahr, Titel, Musiklabel, Platzierungen, Wochen, Auszeichnungen, Anmerkungen) | Anmerkungen                                                |
| Jahr | Titel Musiklabel                                | DE | AT | CH | Anmerkungen                                                |
| ---- | ----------------------------------------------- | --- | --- | --- | ---------------------------------------------------------- |
| 1980 | Silberblick WEA Records (WMG)                   | DE10 Gold · (33 Wo.)DE | AT20 (2 Wo.)AT | — | Erstveröffentlichung: Dezember 1980 Verkäufe: + 300.000    |
| 1982 | Edelweiß WEA Records (WMG)                      | DE20 (14 Wo.)DE | — | — | Erstveröffentlichung: 25. März 1982                        |
| 1983 | Märchenblau WEA Records (WMG)                   | — | — | — | Erstveröffentlichung: Oktober 1983                         |
| 1985 | Mit Rucksack und Harpune WEA Records (WMG)      | — | — | — | Erstveröffentlichung: Februar 1985                         |
| 1985 | Moonlight Nights Polydor (Polygram)             | — | — | — | Erstveröffentlichung: Dezember 1985                        |
| 1988 | 10 Millionen Partys RCA Records (BMG Ariola)    | — | — | — | Erstveröffentlichung: April 1988                           |
| 1992 | Kapitän der Träume Metronome Records (Polygram) | — | — | — | Erstveröffentlichung: Dezember 1992                        |
| 1998 | Bayreuth I Epic Records (Sony)                  | DE12 Gold · (32 Wo.)DE | AT40 (7 Wo.)AT | — | Erstveröffentlichung: 20. Februar 1998 Verkäufe: + 700.000 |
| 2000 | Bayreuth II Epic Records (Sony)                 | DE13 (11 Wo.)DE | — | — | Erstveröffentlichung: 27. November 2000                    |
| 2002 | Eisenherz Columbia Records (Sony)               | DE7 (8 Wo.)DE | — | — | Erstveröffentlichung: 27. Mai 2002                         |
| 2004 | Pop Ventil Records (SPV)                        | DE39 (3 Wo.)DE | — | — | Erstveröffentlichung: 26. Januar 2004                      |
| 2006 | Bayreuth 3 Primadonna Records (Edel)            | DE35 (3 Wo.)DE | — | — | Erstveröffentlichung: 27. Januar 2006                      |
| 2012 | Dom Columbia Records (Sony)                     | DE6 (6 Wo.)DE | AT43 (1 Wo.)AT | CH68 (1 Wo.)CH | Erstveröffentlichung: 28. September 2012                   |
| 2014 | Neumond Oblivion (SPV)                          | DE8 (4 Wo.)DE | — | — | Erstveröffentlichung: 4. April 2014                        |
| 2015 | Ich Oblivion (SPV)                              | DE29 (1 Wo.)DE | — | — | Erstveröffentlichung: 28. August 2015                      |
| 2016 | Thron Ventil Records (Soulfood)                 | DE32 (2 Wo.)DE | — | — | Erstveröffentlichung: 9. September 2016                    |
| 2018 | Rübezahl Ventil Records (Soulfood)              | DE23 (3 Wo.)DE | — | — | Erstveröffentlichung: 23. März 2018                        |
| 2020 | Rübezahls Rückkehr Ventil Records (The Orchard) | DE14 (2 Wo.)DE | — | CH64 (1 Wo.)CH | Erstveröffentlichung: 8. Mai 2020                          |
| 2022 | Rübezahls Reise Ventil Records (The Orchard)    | DE8 (3 Wo.)DE | — | — | Erstveröffentlichung: 25. Februar 2022                     |
| 2023 | Der Fels in der Brandung Warner Music (WMG)     | DE7 (3 Wo.)DE | — | — | Erstveröffentlichung: 15. September 2023                   |

grau schraffiert: keine Chartdaten aus diesem Jahr verfügbar